# Josef Prchal
Josef Prchal (27. listopadu 1925 – 16. března 1989) byl český a československý politik Komunistické strany Československa, předseda Českého svazu spotřebních družstev, poslanec Sněmovny lidu Federálního shromáždění a České národní rady za normalizace.

## Biografie
K roku 1971 a 1976 se profesně uvádí jako předseda Lidového spotřebního družstva Jednota. Později v 80. letech byl předsedou Českého svazu spotřebních družstev v Praze.
Ve volbách roku 1971 zasedl do Sněmovny lidu (volební obvod č. 69 - Havlíčkův Brod, Východočeský kraj). Mandát obhájil ve volbách roku 1976 (obvod Havlíčkův Brod). Ve FS setrval do konce funkčního období, tedy do voleb roku 1981.
Ve volbách roku 1986 byl zvolen do České národní rady za Jihomoravský kraj. Zasedal zde do své smrti v březnu 1989.